# Ministerstwo Bezpieczeństwa Państwowego Chińskiej Republiki Ludowej
Ministerstwo Bezpieczeństwa Państwa (chiń. upr. 国家安全部; chiń. trad. 國家安全部; pinyin Guójiā Ānquán Bù, w skrócie Guó’ānbù), Działająca od 1983 chińska instytucja, ministerstwo obejmujące głównie działania wywiadowcze, analizy danych, szeroko pojętego wywiadu elektronicznego, a dodatkowo kontrwywiadu i bezpieczeństwa wewnętrznego.
Od chwili powołania Ministerstwa Bezpieczeństwa Państwa, zdecydowanie zdominowało one pozostałe elementy złożonej struktury służb wywiadowczych Chińskiej Republiki Ludowej. Oficjalnie powodem utworzenia Guojia Anquan Bu  było zwalczanie działalności obcych instytucji wywiadowczych. Do 1985 na Zachodzie nic nie wiedziano na temat MBP. Wtedy właśnie na Zachód zbiegł były dyrektor Biura Spraw Zagranicznych (Biuro II) Ministerstwa Bezpieczeństwa Państwa (biuro wywiadu), Yu Zhensan.
W ostatnich latach znacznie wzrosła aktywność Guojia Anquan Bu na terenach Hongkongu i Makau, agencja starała się również dosięgnąć chińskich dysydentów w innych krajach oraz nadzoruje inwigilację przebywających na terenie Chin obcokrajowców.

## Historia
Pierwszym partyjnym aparatem bezpieczeństwa Komunistycznej Partii Chin (KPCh), był utworzony na mocy dekretu z 1928 roku Wydział Spraw Specjalnych (chiń. 特务 Tè wù (te łu)), którym kierował Zhou Enlai, współzałożyciel Chińskiej Armii Ludowo-Wyzwoleńczej. 
Bezpośrednim poprzednikiem dzisiejszego MBP był Centralny Wydział Spraw Społecznych (chiń. 中央社会部 Zhōngyāng shèhuìbù), główny organ wywiadowczy Komunistycznej Partii Chin, przed jej dojściem do władzy w 1949 roku. Na czele Wydziału stał w latach 1939–1946 Kang Sheng. Centralny Wydział Spraw Społecznych działał w rejonach baz Armii Czerwonej w Yan’anie w prowincji Shaanxi w północnych Chinach podczas II wojny chińsko-japońskiej w latach 1937–1945. Centralny Wydział Spraw Społecznych dostarczał Komunistycznej Partii Chin analiz sytuacji światowej opartych na raportach dziennikarskich oraz zapewniał jej wywiad, który okazał się cenny w latach 1946–1949 podczas wojny domowej w Chinach przeciwko siłom Nacjonalistów. Wkrótce Centralny Wydział Spraw Społecznych przekształcił się w Centralny Wydział Śledczy. Guojia Anquan Bu powstało w 1983 w wyniku połączenia Centralnego Wydziału Śledczego i biura kontrwywiadu w Ministerstwie Bezpieczeństwa Publicznego ChRL. Struktura Ministerstwa BP wzorowana była na KGB ZSRR (przynajmniej w zakresie wywiadu wewnętrznego). Na Zachodzie struktura chińskich specsłużb była zupełnie nieznana aż do 1985 roku, kiedy ujawnił ją zbiegły z Chin eks-dyrektor odpowiadającego za wywiad Biura Spraw Zagranicznych MBP, Yu Zhensan. 
Najdłużej sprawującym urząd Ministra BP tych służb był, pochodzący z Pekinu, znany ze swego podziwu dla amerykańskiej Centralnej Agencji Wywiadowczej - Jia Chunwang, który w 1964 roku ukończył Uniwersytet Tsinghua. Służył w Ministerstwie Bezpieczeństwa Państwa od 1985 do 1998 roku, czyli do momentu, gdy MBP przeszło reorganizację, a Xu Yongyue stanął na jej czele. Natomiast Jia został mianowany Ministrem Bezpieczeństwa Publicznego, po dekadzie wzorowej służby jako szef Ministerstwa Bezpieczeństwa Państwa.
Funkcjonariusze chińskiego wywiadu prawdopodobnie kierowani przez Ministerstwo Bezpieczeństwa Państwa odnieśli w przeszłości liczne sukcesy w inwigilowaniu grup wywiadowczych Stanów Zjednoczonych. W latach 80 XX w. Larry Wu-Tai Chin (Jin Wudai) tłumacz, pracujący w należącej do CIA Służby Informacji o Zagranicznych Programach Radiowych i Telewizyjnych (ang. Foreign Broadcast Information Service, FBIS), został aresztowany i oskarżony o szpiegostwo na rzecz Chińskiej Republiki Ludowej. Został zwerbowany w 1944 roku, gdy stacjonował w Chinach jako oficer Armii Stanów Zjednoczonych Ameryki i przez kolejne cztery dekady pozostawał nie wykryty. Niedawno, bo w 2003 roku Katrina Leung, chińsko-amerykańska pracownica Federalnego Biura Śledczego, zajmująca się również gromadzeniem funduszy dla Partii Republikańskiej została aresztowana jako podwójny agent, pracujący jednocześnie dla FBI i MBP ChRL.

## Zadania
Zgodnie z tym, co twierdzi Liu Fuzhi Sekretarz Generalny Politbiura Centralnej Komisji Komunistycznej Partii Chin i Minister Bezpieczeństwa Publicznego, misją Ministerstwa Bezpieczeństwa Państwowego jest: „zapewnienie bezpieczeństwa państwa poprzez zastosowanie odpowiednich środków przeciw agentom, szpiegom, działaniom kontrrewolucyjnym, których celem jest sabotować lub obalić chiński system socjalistyczny.” Jednym z podstawowych zadań Ministerstwa Bezpieczeństwa Państwa jest niewątpliwie zbieranie informacji wywiadowczych, analiz działań obcych wywiadów z poszczególnych punktów w różnych miejscach za granicą. Szacuje się, że wielu funkcjonariuszy Ministerstwa Bezpieczeństwa Państwa pracuje w regionie Wielkich Chin (Hongkongu, Makau i Tajwanie) i działają oni w licznych, dobrze połączonych(lecz nie znających siebie poza wymogami operacyjnymi) grupach poza granicami chińskimi. Fakt rozległości zjawiska szpiegostwa przez ChRL obrazuje pewne zdarzenie. W jednym momencie 120 chińskich funkcjonariuszy najprawdopodobniej Biura II Guojia Anquan Bu w USA, Kanadzie, Europy Zachodniej i E. Północnej oraz Japonii. Służąc jako tzw. nielegałowie - funkcjonariusze bez statusu dyplomatycznego i nie będąc przez to pod ochroną prawną przy placówkach dyplomatycznych ChRL, która przysługuje oficjalnym przedstawicielom. Służąc jako funkcjonariusze pod przykryciem przedsiębiorców, pracowników banków, stypendystów oraz dziennikarzy zostało wezwanych z powrotem do Chin. Znikając spowodowali zamieszanie w przedsiębiorstwach, co ilustruje ilościową i geograficzną skalę zasięgu Ministerstwa Bezpieczeństwa Państwowego.
Praca w Guojia Anquan Bu jest bardzo prestiżowym zajęciem. Pogląd o szczególnym prestiżu dotyczy pracy w wywiadzie.

## Struktura  Guojia Anquan Bu (MBP)
- Biuro I – Spraw Wewnętrznych (第一局，主管國內事務)
- Biuro II – Spraw Zagranicznych (第二局，主管外事) (wywiad zagraniczny)
- Biuro III – Hongkongu, Makau oraz Tajwanu (第三局，主管香港、澳門以及臺灣事務)
- Biuro IV – Technologii (第四局，技術)
- Biuro V – Wywiadu Wewnętrznego (第五局，全球情報)
- Biuro VI – Kontrwywiadu (第六局，反間諜)
- Biuro VII – Obiegu Informacji (第七局，流通)
- Biuro VIII – Badań (第八局，研究)
- Biuro IX – Antydefetyzmu i Inwigilacji (第九局，反叛變與反偵察)
- Biuro X – Informacji Naukowo-Technologicznej (第十局，科技信息)
- Biuro Kadr i Szkolenia (教育局)
- Biuro Spraw Wewnętrznych(監察與審計科) (kontrola funkcjonariuszy)
- Gabinet Ministra (辦公廳)
- Departament Polityczny (政治部)
- Komitet Partii (黨委)

## Podległe placówki
- Instytut Współczesnych Stosunków Międzynarodowych, Pekin
- Wyższa Szkoła Stosunków Międzynarodowych, Pekin – w istocie jest to szkoła kształcąca funkcjonariuszy ministerstwa.

## Ministrowie Bezpieczeństwa Państwowego Chińskiej Republiki Ludowej
- Chen Wenqing od 7.11.2016 do 2022
- Chen Yixin od 2022[2]

## Siedziba
Oficjalnie mieści się blisko pl. Tian’anmen przy 14, East Chang'an; inne źródła podają adres resortu w kompleksie MBP Yidongyuan przy 100, Xiyuan.